# عائلة ونيس (مسرحية)
عائلة ونيس، مسرحية مصرية عائلية من تأليف الممثل محمد صبحي وإخراج نيفين رامز. عرضت عام 1997. وهي من بطولة محمد صبحي وسعاد نصر. تدور أحداث المسرحية عن ونيس وعائلته التي تحصل بينهم عدة مفارقات كوميدية.

## الممثلون
- محمد صبحي.. ونيس أبوالفضل جاد الله عويس عبد الحق
- سعاد نصر.. مايسة زوجة ونيس.
- سامح الشجيع.. عز الدين الابن الأول لونيس ومايسة.
- هدى هاني.. جهاد الابنة الأولى لونيس ومايسة.
- فادي خفاجة.. شرف الدين الابن الثاني لونيس ومايسة.
- ريم أحمد.. هدى الابنة الثانية لونيس ومايسة.
- جميل راتب.. أبو الفضل والد ونيس.
- عبير فاروق.. معتزة ابنة عم ونيس.
- مجدي صبحي.. حسام زوج معتزة.
- عبد الله مشرف.. عبد الله ابن خالة ونيس.
- عبير صلاح الدين.. عبلة بنت خليل وزينات وزوجة عبد الله.
- شعبان حسين.. ثروت صديق ونيس.
- نادية عزت.. زينات زوجة خليل.
- محمود أبو زيد.. خليل جار ونيس.
- دنيا.. الخرساء مجبورة التي عاشت فترة مع عائلة ونيس، قدمت الشخصية في العروض الأولى الفنانة ميرنا المهندس.
- هناء الشوربجي... مذيعة تليفزونية.

بالإضافة إلي: شوقي طنطاوي - إمام الصفطاوي - فوزي الشرقاوي - خالد فوزي - رامي كمال